# 和平之后堂 (罗马庞特区)
和平之后堂（義大利語：Chiesa di Santa Maria della Pace）是一个天主教领衔堂区，位于意大利罗马庞特区，距离纳沃纳广场不远。
和平之后堂在1587年4月13日由教宗西斯篤五世封为领衔堂区。

## 历史与建筑
目前的建筑于1482年建在原有的水渠圣安德肋堂（Sant'Andrea de Aquarizariis）的基础上，由教宗西斯篤四世下令建造。教堂被重新献给圣母玛利亚，以纪念这里一幅1480年的奇迹般流血的圣母像。原始设计的作者不详，但有人认为是巴乔·蓬泰利（Baccio Pontelli）。
1656年至1667年期間，教宗亚历山大七世聘请皮埃特罗·达·科尔托纳修复教堂，增加了著名的巴洛克立面，拥有凹进的两翼：这个设计模拟了舞台设计，并通过拥有成对托斯卡纳柱的半圆形门廊进入。由于该堂向前推进，几乎占满了前面的小广场；然后皮埃特罗·达·科尔托纳又拆除了好几栋房子，以开辟出一个微型的梯形空间。这个新形成的小广场，突出教堂的立面，甚至其建筑细节，使该堂与其城市环境形成一个巧妙的统一整体。主要立面及周围各种不同尺度的凹面和凸面，从邻近的建筑物中脱颖而出，显著扩大了立面的宽度，从而对于被梯形小广场所限制的观众，增加了视觉的冲击。形式可塑性、空间分层和照明效果的巨大影响，掩盖了这一城市干预的实际规模。
门廊拱门周围的铭文取自诗篇72篇：「SUSCIPIANT MONTES PACEM POPULO ET COLLES IUSTITIAM」（大山小山都要因公义使民得享平安）。这里的“山”是指亚历山大七世所属的基吉家族的纹章，象征这位教宗的统治。橡树叶图案是基吉家族的另一个标志，也可以在立面发现。在立面上部，科尔托纳别出心裁，切割出弯曲的石灰石板，以制作出匹配的图案。透过高大的中央圆形窗户，可以看到15世纪教堂的立面。

## 历任領銜司鐸
该堂历任領銜司鐸如下：
- Antonio Maria Salviati
- 里脇淺次郎枢机（1979年6月30日－1996年8月8日）
- 方济各·沙勿略·埃拉苏利斯·奥萨樞機（2001年2月21日至今）

## 内部

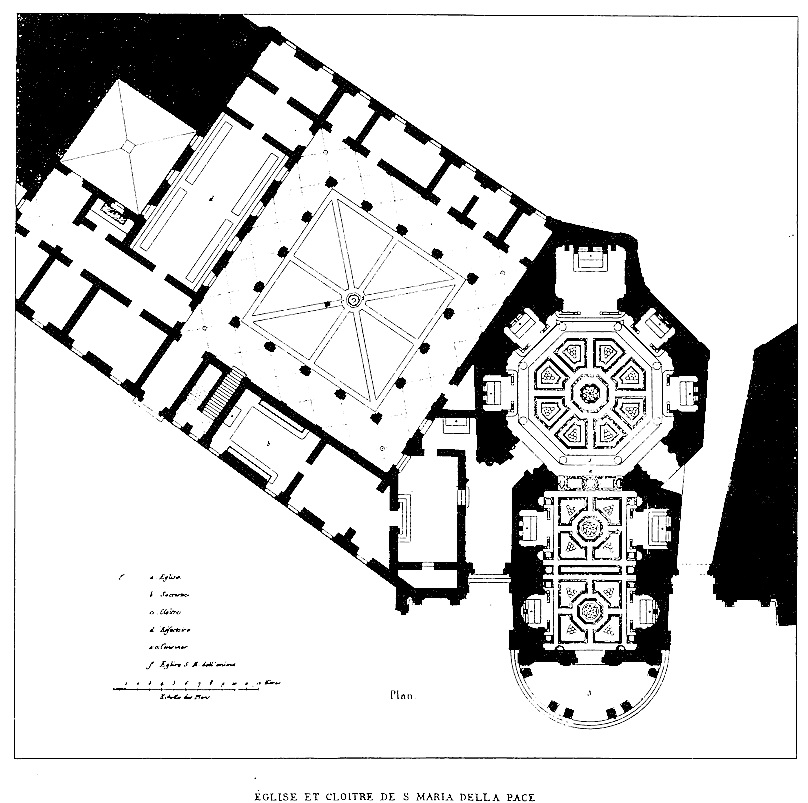

穿过15世纪的大门，进入教堂内部，是一个短的通廊，十字架拱顶，和一个在圆顶下方的讲坛。科尔托纳用八角形的格子藻井和一系列辐射状的肋拱，来铰接穹顶的内部。这是将这两种形式的圆顶装饰相结合的早期例子，后来吉安·洛伦佐·贝尼尼也在阿里恰和甘多尔福堡的教堂使用。
卡洛·马代尔诺设计了正祭台(1614年)，以镶住圣母子像。

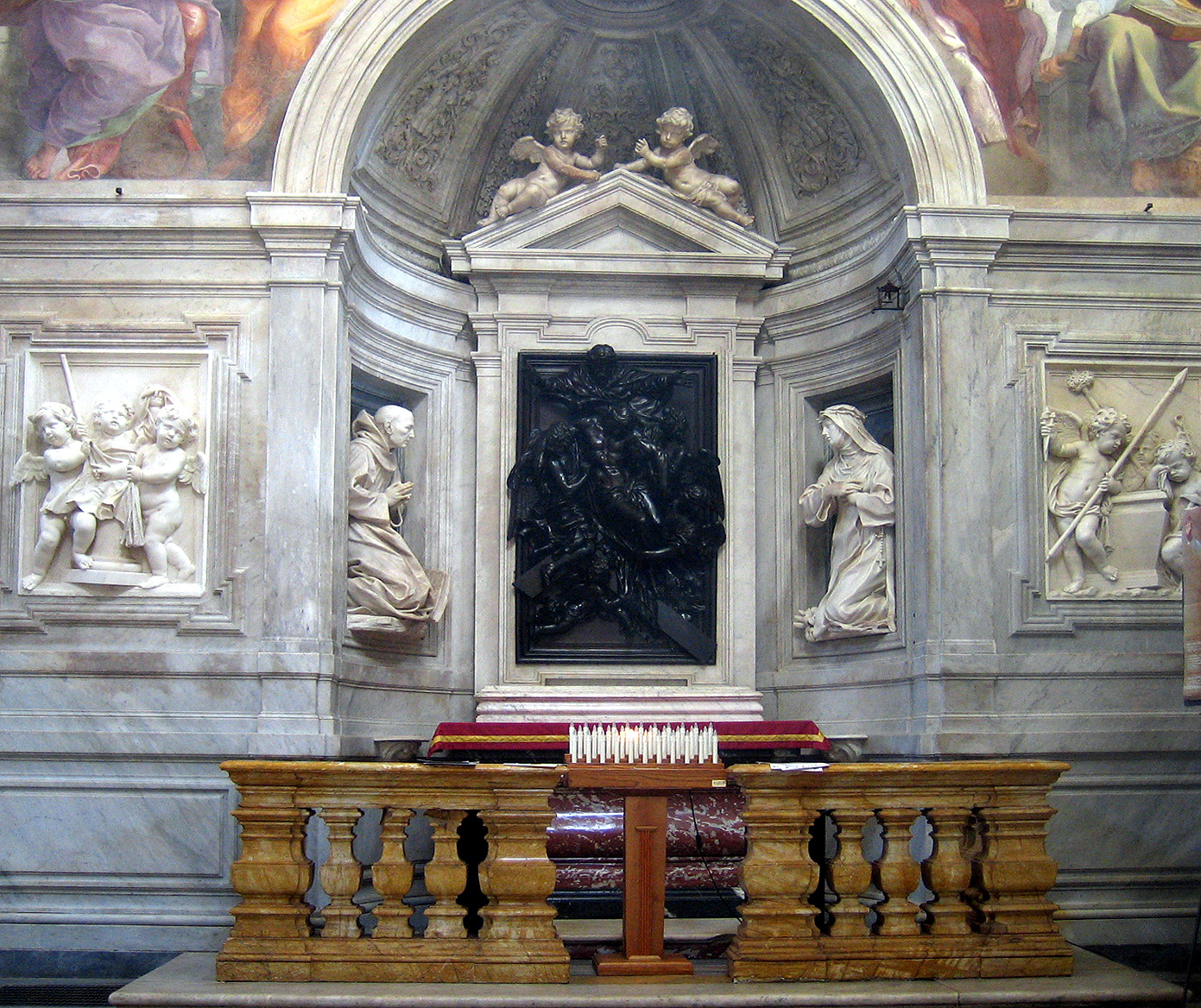
基吉小堂

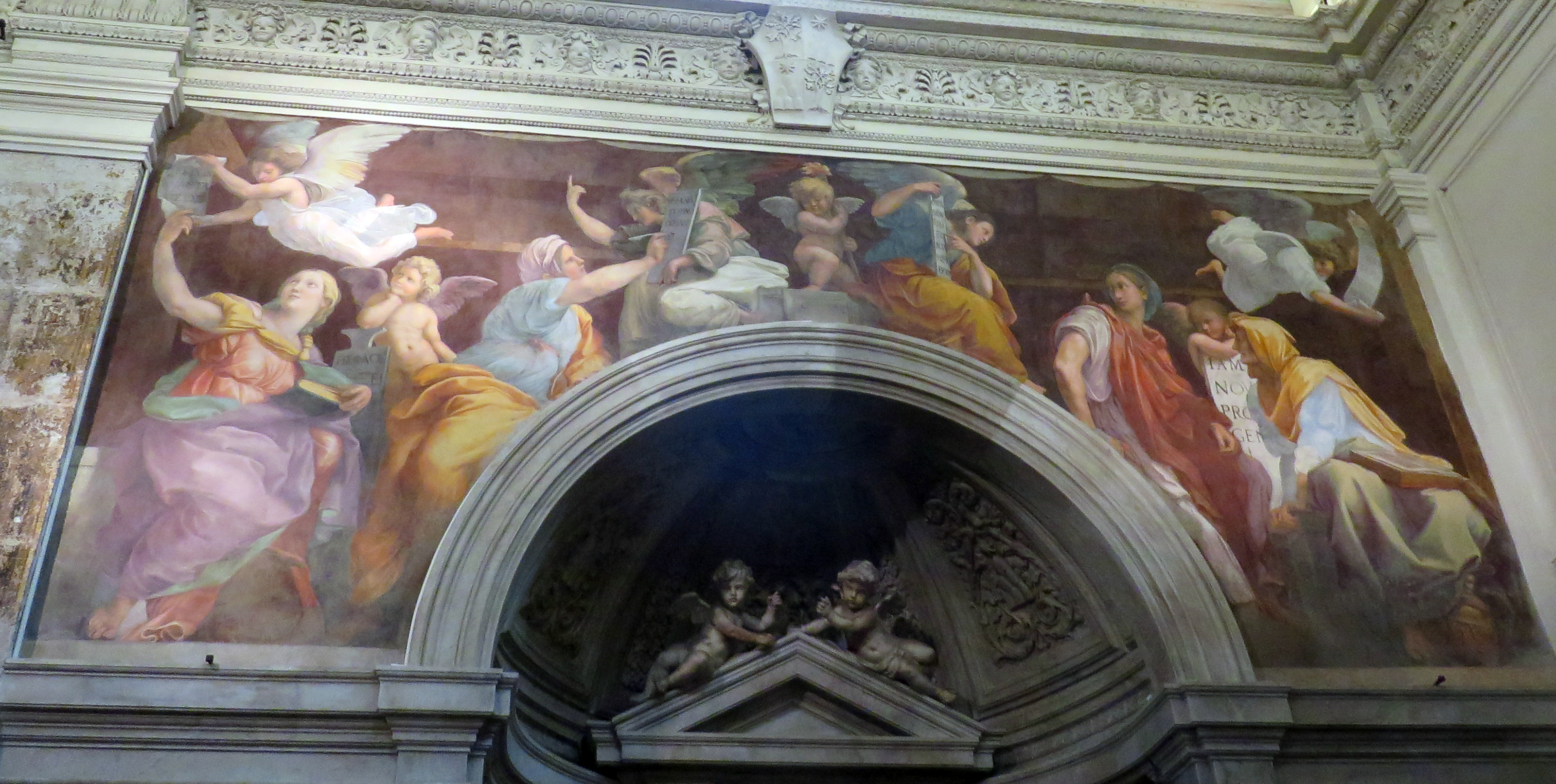
西比拉接受天使指示，拉斐尔，1514年

### 基吉小堂
1514年，拉斐尔受教宗银行家阿戈斯蒂诺·基吉的委托，开始在基吉小堂的拱门上创作壁画《西比拉接受天使指示》。
祭台上的“天使支持的基督”青铜和一侧的“圣加大肋纳”均由科西莫·范切利（Cosimo Fancelli）创作。另一侧的“圣伯纳定”则出自埃尔科勒·费拉塔（Ercole Ferrata）之手。

### 切西小堂和庞泽蒂小堂
右边的第二个小堂，切西小堂（Cesi Chapel）由小安东尼奥·达·桑加罗设计，在外侧拱门上有西蒙·莫斯卡（Simone Mosca）的非常精美的文艺复兴装饰，以及罗索·菲奥伦蒂诺（Rosso Fiorentino）的两幅小壁画，“创造夏娃”和“原罪”。
左边的第一个小堂是庞泽蒂小堂（Ponzetti Chapel），值得注意的是建筑师和画家巴尔达萨雷·佩鲁齐的文艺复兴壁画。第二座小堂的大理石取自卡比托利欧山朱庇特神庙的废墟。
讲道坛绘有卡洛·马拉塔（Carlo Maratta）、佩鲁齐、奥拉齐奥·真蒂莱斯基、弗朗切斯科·阿尔巴尼等人的画作。
该处教堂和修道院建筑群的一个主要特色是“伯拉孟特回廊”，这是多纳托·伯拉孟特在罗马的第一件作品，受奥利维耶罗·卡拉法（Oliviero Carafa）枢机委托，而于1500年至1504年期間興建。它有两层：第一层由浅壁柱与拱廊连接；第二层也有壁柱支撑与下层垂直连续的拱廊，但每个拱跨之间增加了一根柱子。

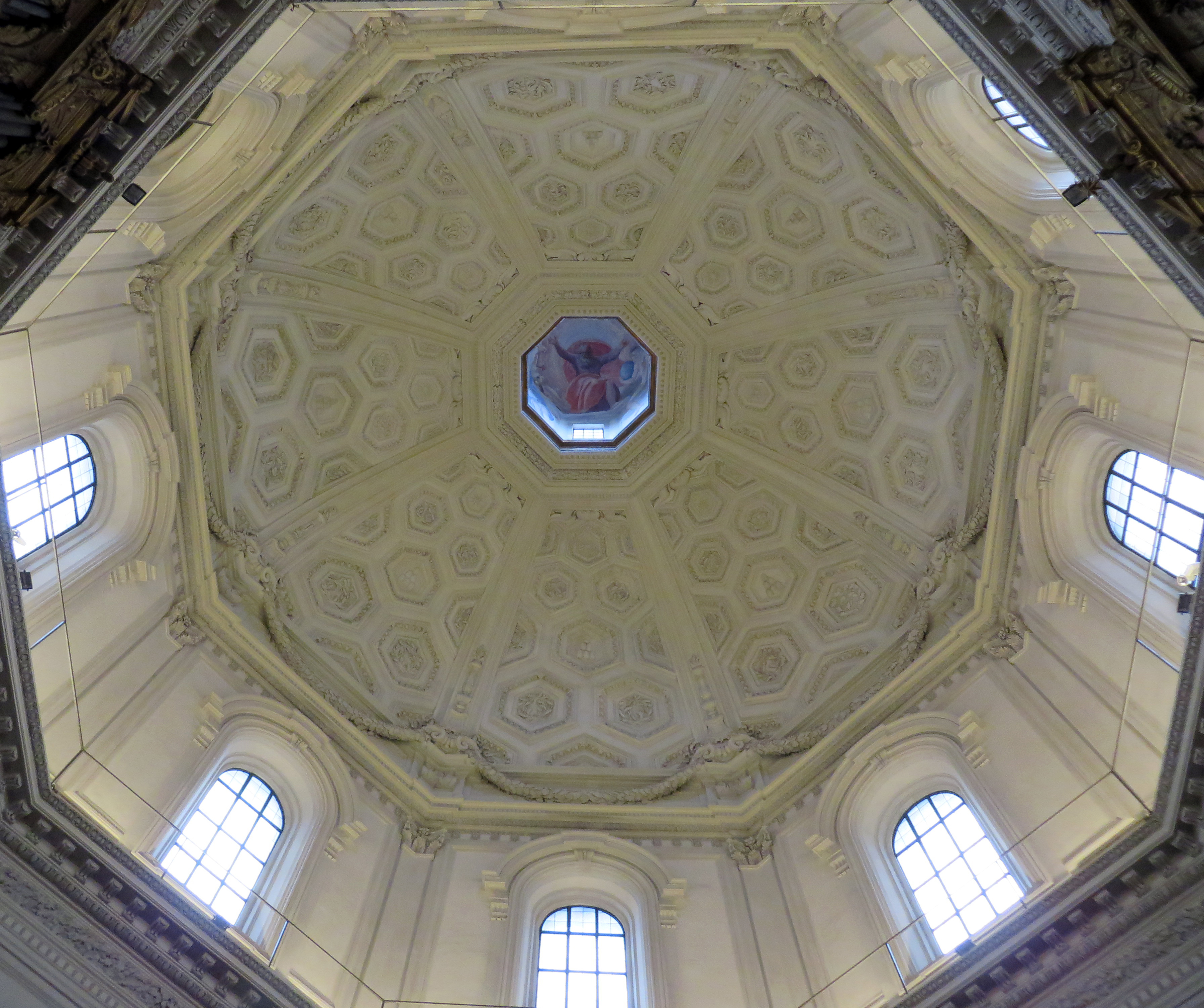
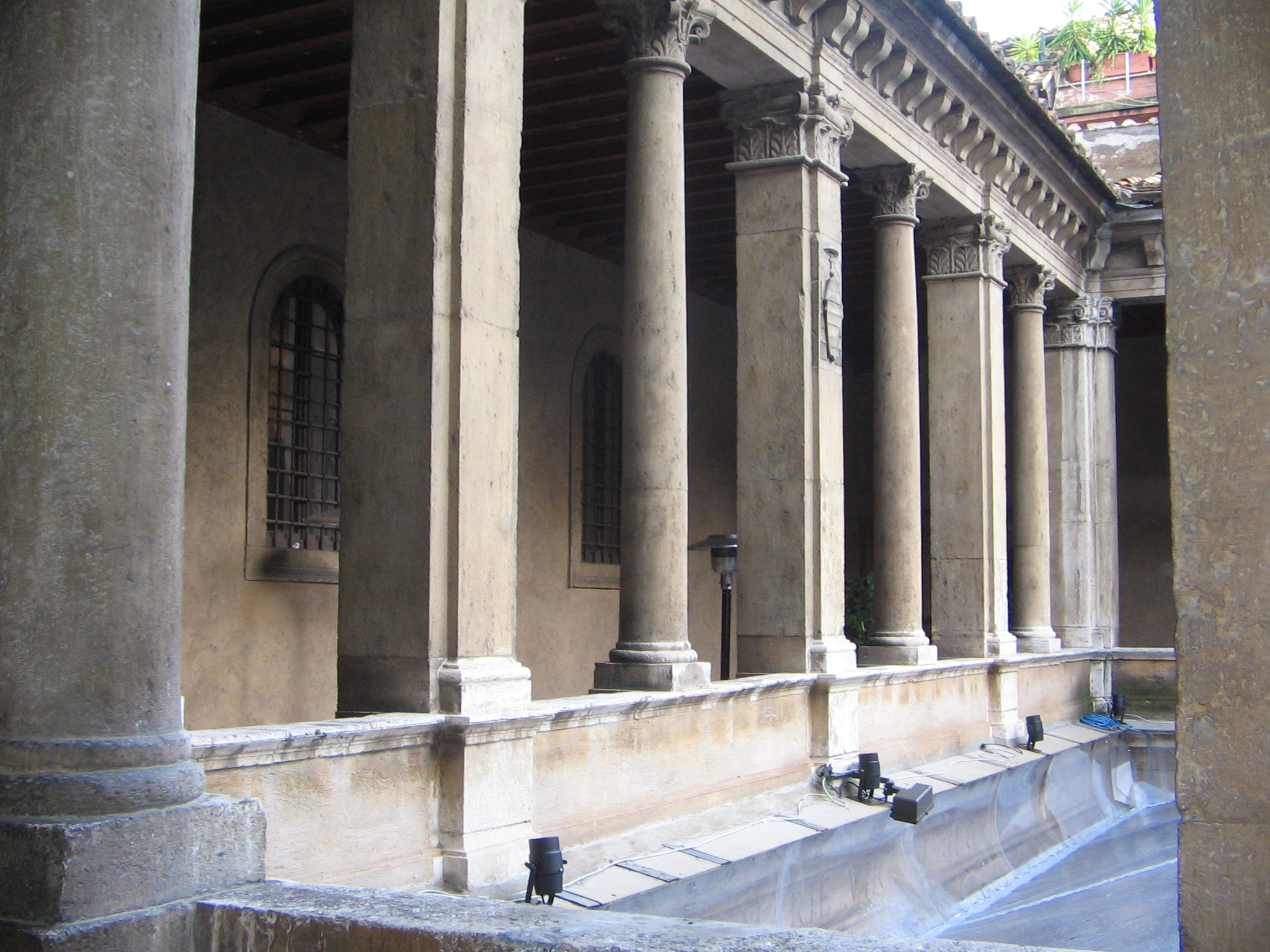
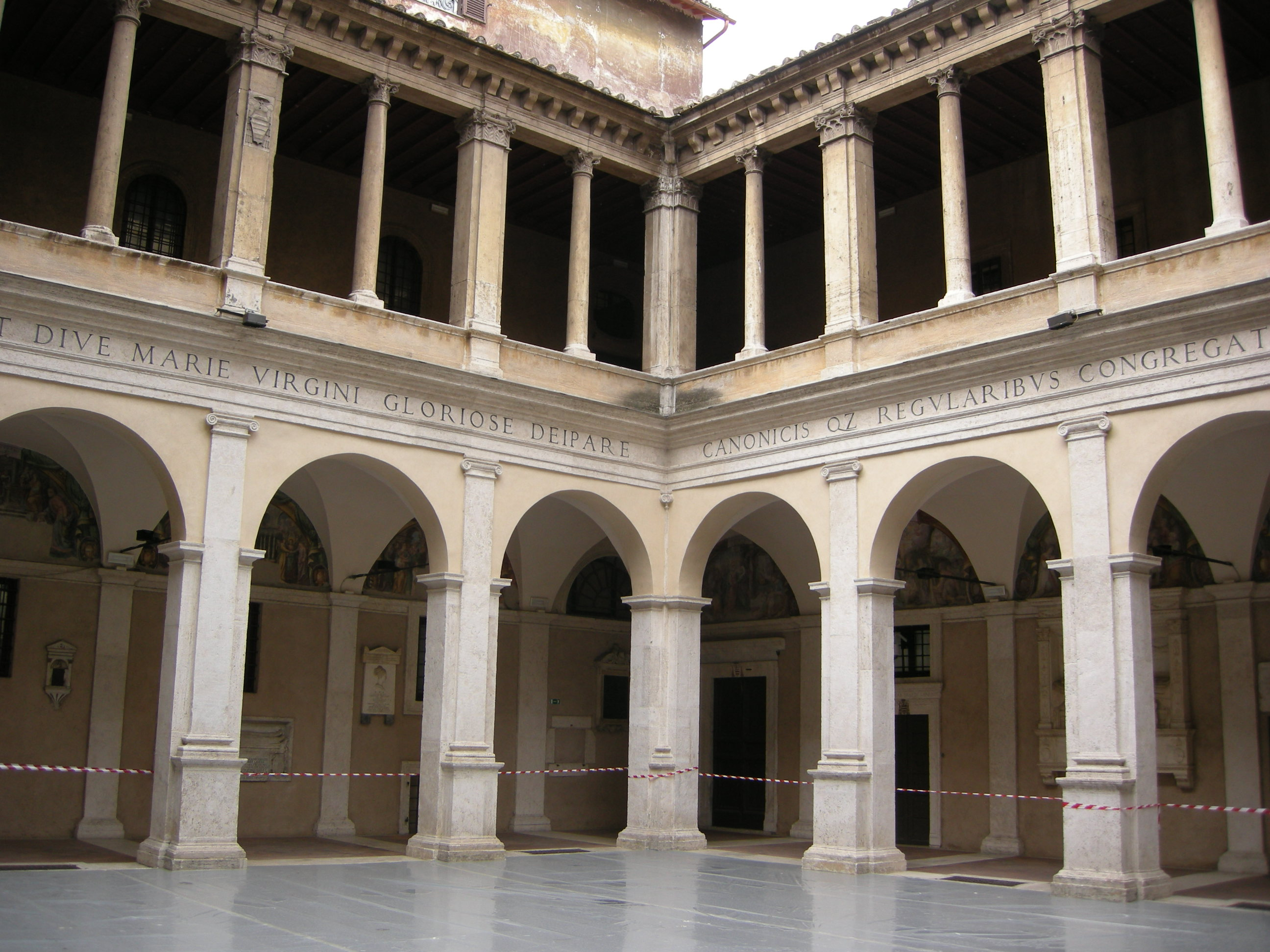